# ليك إين ذ هيلز (إلينوي)
ليك إين ذ هيلز (بالإنجليزية: Lake in the Hills, Illinois)‏ هي منطقة سكنية تقع في الولايات المتحدة في مقاطعة مكهنري، إلينوي. يقدر عدد سكانها بـ 28,965 نسمة .